# デッドリフト
デッドリフトとは、下背部・臀部・脚部を鍛える代表的なウェイトトレーニングの種目。パワーリフティング競技の3種目の1つである。
主に広背筋、僧帽筋、脊柱起立筋、大臀筋、ハムストリングスが鍛えられる。
高重量を扱うプル系の種目なので、かなり熟達した者が筋力強化・筋肥大のトレーニングを行う際にはリストストラップが必要になる（ただし、パワーリフティングの公式試合では使用禁止。炭酸マグネシウム使用は可能。）。
正しいフォームの習得が難しいため、トレーナーなどの監修を受けることが望ましい。

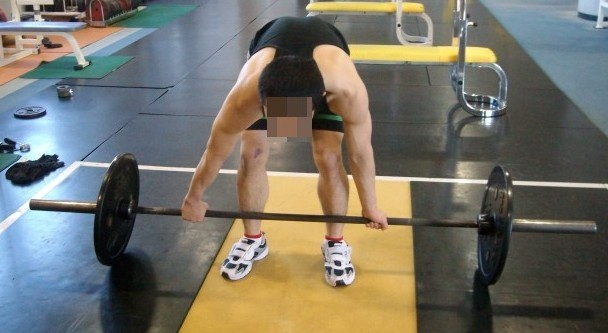
バーベル・デッドリフト(スタート)

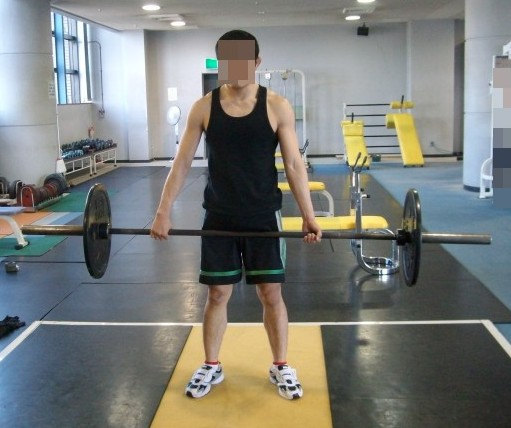
バーベル・デッドリフト(フィニッシュ)

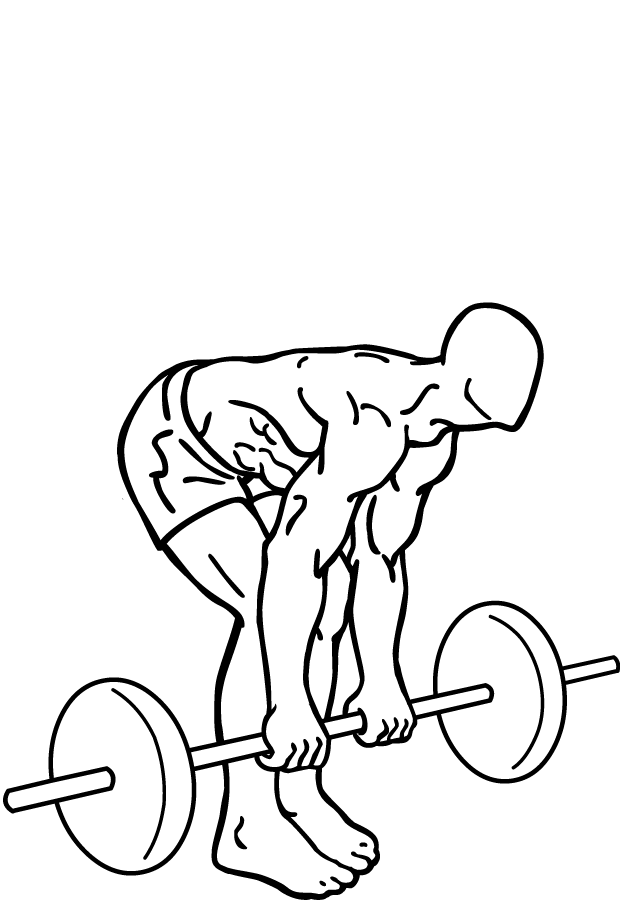
バーベル・ルーマニアン・デッドリフト(スタート)

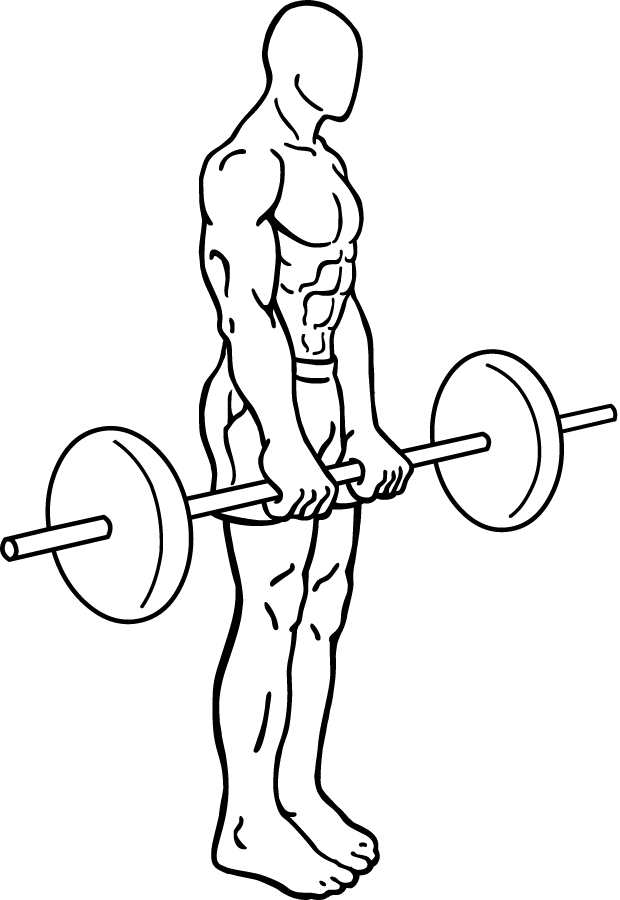
バーベル・ルーマニアン・デッドリフト(フィニッシュ)

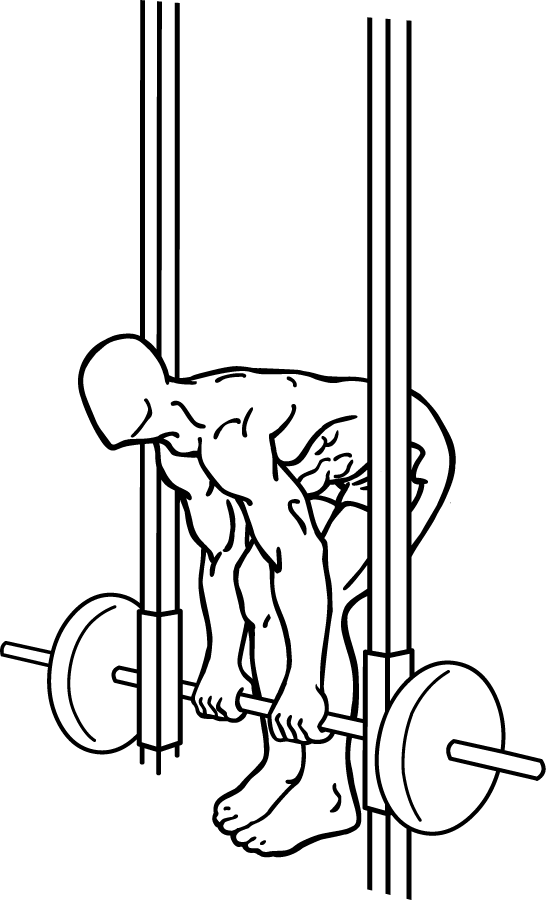
スミスマシン・デッドリフト(スタート)

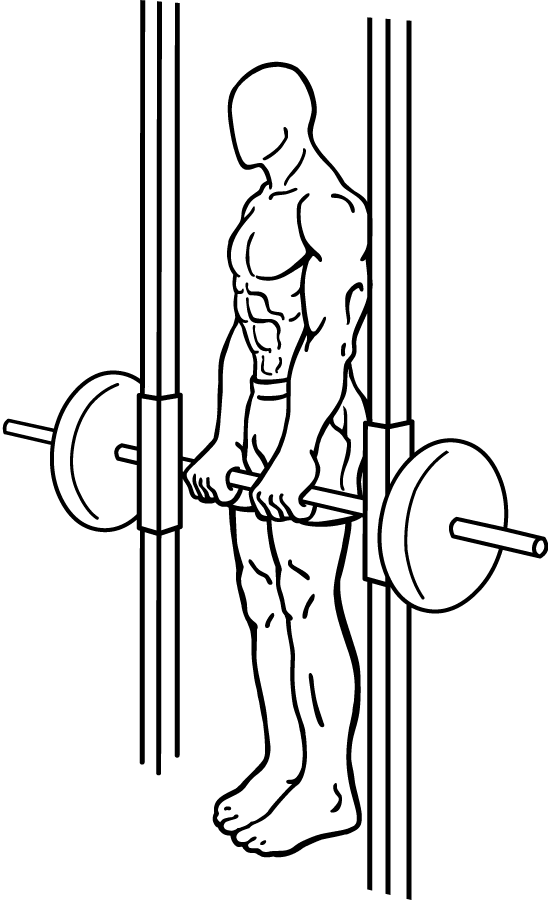
スミスマシン・デッドリフト(フィニッシュ)

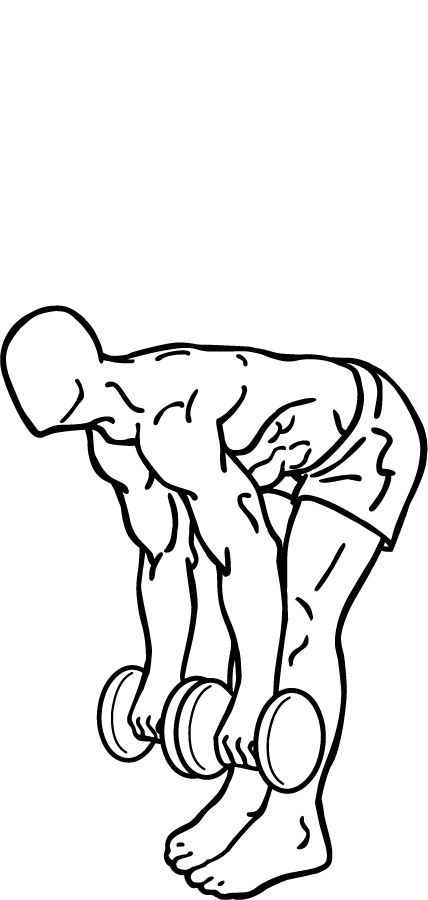
ダンベル・デッドリフト(スタート)

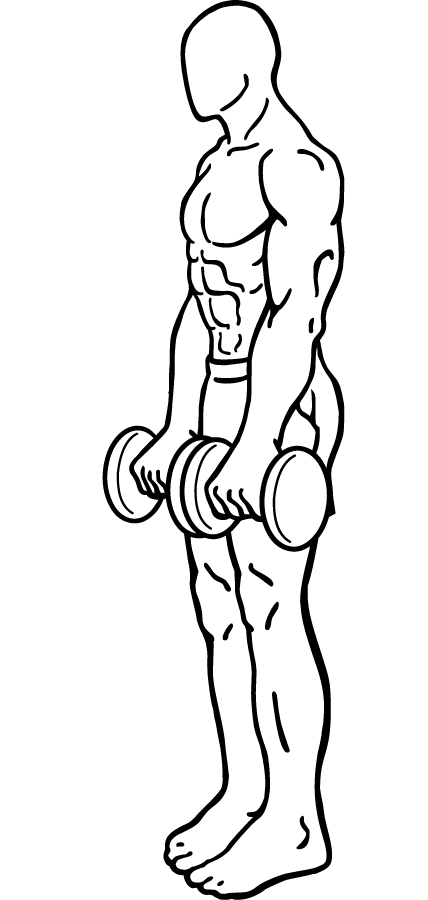
ダンベル・デッドリフト(フィニッシュ)

## 具体的動作

### バーベル・デッドリフト
1. 足を肩幅と腰幅の中間ぐらいに開き、床に置いたバーベルを肩幅より少し広く握る。膝を曲げ、背筋を伸ばし、正面を見る。
2. 腰を前方に突き出すようなイメージで上体を起こしていく。この時肘や肩甲骨を体幹部に引き寄せるように引くと、広背筋や僧帽筋にも強い刺激を与えられる。
3. 上体を床と垂直になるまで起こしたら、膝関節と股関節を曲げて上体を前傾させ、元の姿勢に戻る。
4. 2〜3を繰り返す。

肩甲骨はスタートポジションで開き、上体を起こすのと同時に寄せていく(肩を後ろに引く)ようにして、上体を倒すときはまた開いていく。

#### ルーマニアン・デッドリフト
1. 足幅は腰幅から肩幅程度に広げ、爪先はまっすぐ正面に向ける。
2. 胸を張って背筋を伸ばし、踵で床を蹴って立ち上がる。
3. 上体を床と垂直になるまで起こしたら、膝を少し緩め、胸を張り、腰を反らせた状態を維持しながら尻を後ろに突き出し、元の姿勢に戻る。
4. 2〜3を繰り返す。

大臀筋やハムストリングがターゲット。

### バーベル・トップサイド・デッドリフト
動作の基本は一般的なバーベル・デッドリフトと同じだが、一般的なデッドリフトでは、動作範囲がバーベルのプレートの直径によって異なったり、上半身への負荷が弱くなってしまうため、僧帽筋や広背筋を鍛えたい場合には向かない。
1. 直立してバーを保持し、背筋をまっすぐに保ったまま、膝が爪先より前に出ないように股関節を曲げて上体を前傾させていき、これ以上いくと膝が出るか背筋が曲がってしまうという位置を探し当て、スタートポジションとする。
2. 足を肩幅と腰幅の中間ぐらいに開き、セーフティバーに置いたバーベルを肩幅より少し広く握る。膝を曲げ、背筋を伸ばし、正面を見る。
3. 息を吸いながら腰を前方に突き出すようなイメージで上体を起こしていく。この時肘や肩甲骨を体幹部に引き寄せるように引くと、広背筋や僧帽筋にも強い刺激を与えられる。
4. 上体を床と垂直になるまで起こしたら、息を吐きながら膝関節と股関節を曲げて上体を前傾させ、元の姿勢に戻る。
5. 3〜4を繰り返す。

肩甲骨はスタートポジションで開き、上体を起こすのと同時に寄せていく(肩を後ろに引く)ようにして、上体を倒すときはまた開いていく。

### バーベル・スモウ・デッドリフト（バーベル・ワイドスタンス・デッドリフト）
足の幅を広くしたデッドリフト。主にパワーリフティングの選手が好んで行う。動作の基本は一般的なデッドリフトと同じだが、より動作範囲が短くなり、その分下半身筋群の強い人は高重量が扱えるようになる。怪我防止のため、膝の向きと爪先の向きは必ず一致させる。
1. 足を肩幅よりも広く開き、床に置いたバーベルを肩幅より少し狭く握る。膝を曲げ、背筋を伸ばし、正面を見る。真横から見たとき、肩がバーよりも少し前に出ているようにする。
2. 息を吸いながら腰を前方に突き出すようなイメージで上体を起こしていく。この時肘や肩甲骨を体幹部に引き寄せるように引くと、広背筋や僧帽筋にも強い刺激を与えられる。
3. 上体を床と垂直になるまで起こしたら、息を吐きながら膝関節と股関節を曲げて上体を前傾させ、元の姿勢に戻る。
4. 2〜3を繰り返す。

肩甲骨はスタートポジションで開き、上体を起こすのと同時に寄せていく(肩を後ろに引く)ようにして、上体を倒すときはまた開いていく。

### スミスマシン・デッドリフト
1. 足を肩幅と腰幅の中間ぐらいに開き、一番下に置いたスミスマシンのバーを肩幅より少し広く握る。膝を曲げ、背筋を伸ばし、正面を見る。
2. 息を吸いながら腰を前方に突き出すようなイメージで上体を起こしていく。この時肘や肩甲骨を体幹部に引き寄せるように引くと、広背筋や僧帽筋にも強い刺激を与えられる。
3. 上体を床と垂直になるまで起こしたら、息を吐きながら膝関節と股関節を曲げて上体を前傾させ、元の姿勢に戻る。
4. 2〜3を繰り返す。

肩甲骨はスタートポジションで開き、上体を起こすのと同時に寄せていく(肩を後ろに引く)ようにして、上体を倒すときはまた開いていく。

### スミスマシン・トップサイド・デッドリフト
バーベル・トップサイド・デッドリフトとほぼ同様に行う。
1. 直立してバーを保持し、背筋をまっすぐに保ったまま、膝が爪先より前に出ないように股関節を曲げて上体を前傾させていき、これ以上いくと膝が出るか背筋が曲がってしまうという位置を探し当て、スタートポジションとする。
2. 足を肩幅と腰幅の中間ぐらいに開き、ストッパーに置いたバーを肩幅より少し広く握る。膝を曲げ、背筋を伸ばし、正面を見る。
3. 息を吸いながら腰を前方に突き出すようなイメージで上体を起こしていく。この時肘や肩甲骨を体幹部に引き寄せるように引くと、広背筋や僧帽筋にも強い刺激を与えられる。
4. 上体を床と垂直になるまで起こしたら、息を吐きながら膝関節と股関節を曲げて上体を前傾させ、元の姿勢に戻る。
5. 3〜4を繰り返す。

肩甲骨はスタートポジションで開き、上体を起こすのと同時に寄せていく(肩を後ろに引く)ようにして、上体を倒すときはまた開いていく。

### スミスマシン・スモウ・デッドリフト（スミスマシン・ワイドスタンス・デッドリフト）
バーベル・スモウ・デッドリフトとほぼ同様に行う。
1. 足を肩幅よりも広く開き、一番下に置いたスミスマシンのバーを肩幅より少し狭く握る。膝を曲げ、背筋を伸ばし、正面を見る。真横から見たとき、肩がバーよりも少し前に出ているようにする。
2. 息を吸いながら腰を前方に突き出すようなイメージで上体を起こしていく。この時肘や肩甲骨を体幹部に引き寄せるように引くと、広背筋や僧帽筋にも強い刺激を与えられる。
3. 上体を床と垂直になるまで起こしたら、息を吐きながら膝関節と股関節を曲げて上体を前傾させ、元の姿勢に戻る。
4. 2〜3を繰り返す。

肩甲骨はスタートポジションで開き、上体を起こすのと同時に寄せていく(肩を後ろに引く)ようにして、上体を倒すときはまた開いていく。

### ダンベル・デッドリフト
使用重量は減るが、バーベルよりも肩甲骨を寄せやすい。
1. 足を肩幅と腰幅の中間ぐらいに開き、床に置いたダンベルを両手に持って持ち上げる。膝を曲げ、背筋を伸ばし、正面を見る。
2. 息を吸いながら腰を前方に突き出すようなイメージで上体を起こしていく。この時肘や肩甲骨を体幹部に引き寄せるように引くと、広背筋や僧帽筋にも強い刺激を与えられる。
3. 上体を床と垂直になるまで起こしたら、息を吐きながら膝関節と股関節を曲げて上体を前傾させ、元の姿勢に戻る。
4. 2〜3を繰り返す。

肩甲骨はスタートポジションで開き、上体を起こすのと同時に寄せていく(肩を後ろに引く)ようにして、上体を倒すときはまた開いていく。